# George Simion
George-Nicolae Simion (n. 21 septembrie 1986, Focșani, România) este un politician și activist civic român. Este fondatorul și președintele Alianței pentru Unirea Românilor (AUR), a doua cea mai mare formațiune politică din ambele camere ale Parlamentului României din 2024 până în prezent.
Simion a studiat filologie la Colegiul Național Gheorghe Lazăr, la Universitatea din București și la Universitatea Alexandru Ioan Cuza, absolvind ultima instituție cu un master în istorie. Este fondator al Platformei Unioniste Acțiunea 2012 și al Alianței pentru Centenar. La înființarea partidului Alianța pentru Unirea Românilor (AUR), a deținut funcția de co-președinte alături de Claudiu Târziu. În urma congresului AUR din martie 2022, Simion a fost ales președinte unic al partidului.
Începând din 2004, sub sloganul Basarabia e România, Simion a organizat numeroase acțiuni și manifestații promovând reunirea Basarabiei cu România. Autoritățile din Republica Moldova i-au interzis accesul în țară, acuzându-l de destabilizarea statului.

## Tinerețe și educație

Simion împreună cu mama și sora, la finalul clasei a I-a

George-Nicolae Simion s-a născut pe 21 septembrie 1986, la orașul Focșani, reședința județului Vrancea, în Republica Socialistă România, într-o familie de economiști; tatăl său a lucrat la Banca Română pentru Dezvoltare. În 1995, la vârsta de nouă ani, Simion a participat la deschiderea primului restaurant McDonald's din România, un eveniment pe care, mai târziu, l-a considerat definitoriu pentru percepția sa asupra influenței capitalismului occidental asupra societății românești post-comuniste.
A absolvit Colegiul Național „Gheorghe Lazăr‟ din București în 2005. A urmat până în 2008 cursurile de licență ale Facultății de Administrație și Afaceri a Universității din București. A urmat programul de masterat la Universitatea „Alexandru Ioan Cuza” din Iași, în perioada 2008–2010, cu specializarea „Crimele comunismului”.

## Activism civic (2004–2019)
Prima sa implicare publică în activismul civic a avut loc în 2004, când a afișat un banner pe care scria „Eroii nu mor niciodată” în Timișoara, în cadrul celei de-a 15-a comemorări a Revoluției Române, care, ca parte a revoluțiilor din 1989, a pus capăt a 42 de ani de conducere comunistă în România, dintre care 24 sub conducerea lui Nicolae Ceaușescu. Doi ani mai târziu, a condus un protest în București în sprijinul studenților moldoveni de la Liceul Româno-Francez „Gheorghe Asachi” din Chișinău. În tinerețe, Simion și câțiva colegi au pictat un graffiti cu mesajul „Basarabia este România” în principalele intersecții din țară. Descris de Adevărul în 2025 drept primul său protest notabil, pe 14 octombrie 2008, Simion a fost invitat în Parlamentul României de senatorul UDMR, Péter Eckstein-Kovács. În timpul acestei vizite, el a purtat o confruntare verbală cu senatorul Șerban Nicolae, spunându-i:
„Ești un comunist și un neo-comunist. Ești apărătorul lui Iliescu și al Securiștilor [...] Unchiul meu a murit la Revoluție, dar unchiul tău e Iliescu, iar tu ești lacheul lui Iliescu”—Simion către Șerban Nicolae, 14 octombrie 2008
Simion a atras mai atenția publică în pe 3 martie 2009, de ziua fostului președinte Ion Iliescu (1990–1996, 2000–2004), când a aprins lumânări în fața locuinței acestuia, în memoria victimelor Revoluției din 1989 și ale Mineriadei din iunie 1990. Simion i-a atribuit lui Iliescu apelativul „criminalul din 1989” și a fost în cele din urmă reținut în custodia poliției. În aprilie 2019, Iliescu a fost inculpat pentru crime împotriva umanității în legătură cu acțiunile sale din acea perioadă, dosarul a rămas în stadiul de cercetare până în 2025. La 17 aprilie 2011, Simion a fondat Acțiunea 2012, o coaliție de ONG-uri și asociații civice care susține unificarea Republicii Moldova cu România. În 2012, a organizat un protest în Bălți, al doilea oraș ca mărime din Republica Moldova, sub sloganul „Bălți simte românește”. Pe 16 mai 2011, Simion a coordonat o manifestație a membrilor Platformei Unioniste Acțiunea 2012, intitulată „Zi de doliu național”. Acțiunea 2012 a participat la protestele din 2015–2016 din Republica Moldova, declanșate de dispariția unui miliard de dolari din băncile moldovenești în 2014. A organizat un protest, în 2014, față de afirmațiile jignitoare adresate moldovenilor de către un realizator TV din România.
În 2017, Simion a criticat statul român pentru lipsa de pregătiri dedicate sărbătoririi centenarului Marii Uniri, spre deosebire de alte țări, precum Polonia. În acest context, a fondat Alianța pentru Centenar și a anunțat organizarea mai multor evenimente în 2018, inclusiv un marș de la Alba Iulia, din România, până la Chișinău, capitala Republicii Moldova. În 2018, Simion este organizatorul „Marii Adunări Centenare” de la Chișinău, la care au participat 100 000 de unioniști, și a Marșului Centenarului, lansat pe 1 iulie la Alba Iulia, marș desfășurat pe jos până la Chișinău, pe o distanță de 1300 de km, prin locuri importante pentru Primul Război Mondial și Marea Unire.
Simion este un susținător al instaurării monarhiei în România.

### Interdicțiile de intrare
În mai 2015, Biroul pentru Migrație și Azil al Republicii Moldova l-a declarat pe Simion persona non grata și a dispus expulzarea sa din țară.
Simion a fost considerat indezirabil pe teritoriul Republicii Moldova, având cinci interdicții de intrare pe teritoriul acestui stat. Pentru prima dată, Simion a primit interdicție pe 16 decembrie 2014. La vama Albița i s-a comunicat că are interdicție de a traversa Prutul. Interdicția primită era valabilă până pe 20 decembrie 2014. Un an mai târziu, pe 13 mai 2015 urma să fie expulzat din Republica Moldova. În septembrie 2015, Curtea de Apel Chișinău a anulat interdicția de intrare emisă împotriva lui Simion în luna mai a aceluiași an, permițându-i temporar accesul în Moldova.
La mai puțin de 5 luni după suspendarea deciziei judecătoriei privind expulzarea, pe 5 februarie, Simion află că are din nou interdicție de intrare pe teritoriul Republicii Moldova, aplicată pe 6 ianuarie 2016. Pe 28 august 2018, Poliția de Frontieră i-a refuzat intrarea în Republica Moldova, invocând „comportament agresiv și inadecvat” și semnalându-l ca inadmisibil în sistemele informaționale naționale, iar la 1 octombrie 2018, după o ședere de 12 ore la Chișinău, a fost reținut, expulzat și declarat persoană indezirabilă pentru o perioadă de cinci ani. Autoritățile moldovenești descriu acțiunile destabilizatoare ale cuiva drept o amenințare la adresa securității.
Președintele Parlamentului Republicii Moldova, Igor Grosu, a precizat în august 2024 că interdicția aplicată lui Simion se datorează acțiunilor de destabilizare pe care acesta le-a întreprins, apreciate ca fiind un pericol la adresa securității statului.

### Inițiative
Simion dă startul marcării și în România a „Zilei Limbii Române” în 2006, prin organizarea unor concerte patriotice. Legea 53/2013 instituie Ziua limbii române, care se sărbătorește în comunitățile românești din țară și din străinătate la 31 august.
Simion lansează în 2011 campania de informare „Blocul meu cunoaște Adevărul”,  cu scopul de a informa despre adevărul istoric și despre Basarabia în județele din România. În continuarea acestei acțiuni se desfășoară campania „Basarabia e România Internațional”, de această dată în toate statele din Europa. În Republica Moldova lansează campania cu același scop sub denumirea „10 motive pentru Unire” și „Suntem moldoveni, deci români”. Încheie anul 2011 cu „Obiectiv: Basarabia”, campanie care vine în întâmpinarea nevoii de informare a populației din România, cu precădere din orașele mici și din mediul rural.
Demarează în 2013 campania de strângere de semnături pentru facilitarea procesului de obținere a vizelor de către basarabeni, „Aducem Basarabia acasă”. La nivel legislativ, Simion, în același an, organizează la Clubul Parlamentarilor Români conferința cu tema „Asumarea politică a unui calendar al unirii Republicii Moldova cu România. Despre importanța strategică a stabilizării frontierelor NATO și UE”.
Simion inițiază în 2014 școala de cultură și afirmare românească „Incubatorul de românism”, la care participă activiști civici și jurnaliști, care discută despre modalitatea în care majoritatea și minoritățile își vor da mâna într-o Românie Reîntregită și felul în care Internetul și New Media pot ajuta la promovarea cauzelor civice. La un an distanță, în 2015, lansează reuniunea jurnaliștilor din România și Republica Moldova.
Simion a lansat în 2014, pentru legislatura 2012-2016, grupul Prietenii Unirii, iar în 2017 inițiativa a fost preluată și de noua legislatură parlamentară, constituind grupul interparlamentar Prietenii Unirii.
Lansează în 2014 campania națională de informare „Vorbesc românește, sunt, deci român!”, în parteneriat cu publicația Timpul, în vederea informării populației privind identitatea națională, respectarea metodologiei de colectare a datelor privind etnia și limba vorbită, precum și obținerea unor rezultate corecte în cadrul recensământului din Republica Moldova. Propune în 2018 modificarea Constituției României prin introducerea unui preambul care să vizeze reîntregirea națională.

### Proiecte realizate
Campania „Fără pașaport în Basarabia”, lansată de Simion în 2015, a fost materializată printr-o hotărâre a Guvernului Republicii Moldova prin care cetățenii români pot trece Prutul doar în baza cărții de identitate simple, fără a fi nevoie de pașaport. A fondat în 2011 Platforma Unionistă Acțiunea 2012.
În 2016 lansează Unirea TV, prin crearea a două studiouri de televiziune în România și Republica Moldova. La Chișinău, în premieră națională, stă la baza înființării unicului post de televiziune unionist - 10TV. Dă startul seriilor de înfrățiri între localitățile din România și Republica Moldova în 2016, prezidând Conferința Reprezentanților Comunităților Locale din România și Republica Moldova pe 10 aprilie 2016 la Palatul Parlamentului.
Simion este autorul programului „Cunoaște-ți Țara” prin care basarabenii care nu au vizitat niciodată România, au ocazia să o facă pe o perioadă de trei zile, în diferite regiuni ale țării. Numărul total de participanți în proiect a ajuns la 100 000 de persoane.
La inițiativa sa fondează, alături de alte peste 100 de asociații din România, Republica Moldova și diaspora, „Alianța pentru Centenar”. Lansează la Iași „Liga Aleșilor Locali Unioniști” din România și Republica Moldova. La inițiativa lui, la începutul anului 2018, în care se împlineau 100 de ani de la Marea Unire, se semnează peste 180 de Declarații de Unire, de către primăriile din Republica Moldova.

## Activitate profesională
Simion a avut o firmă înființată în 2009, inițial în domeniul IT. Aceasta s-a transformat într-un magazin online de haine, iar apoi într-unul fizic. În 2024, Simion recunoștea că a comis evaziune fiscală atunci când a vândut haine de brand, produse de ultrași și petarde.
În 2011 a fost reporter la Alfa News 10. De asemenea, a fost colaborator din 2014 cu articole de opinie la publicația Adevărul. Între 2012 și 2020, Simion a lucrat ca director de marketing la Ideal Proiect Arhitecture & Design, o firmă a viitorului coleg de partid, Marius Lulea, un fost coleg de facultate. La aceasta sarcina sa principală era strategia de promovare în mediul online.

## Carieră politică timpurie (2019–2024)

### Alegerile europene din 2019

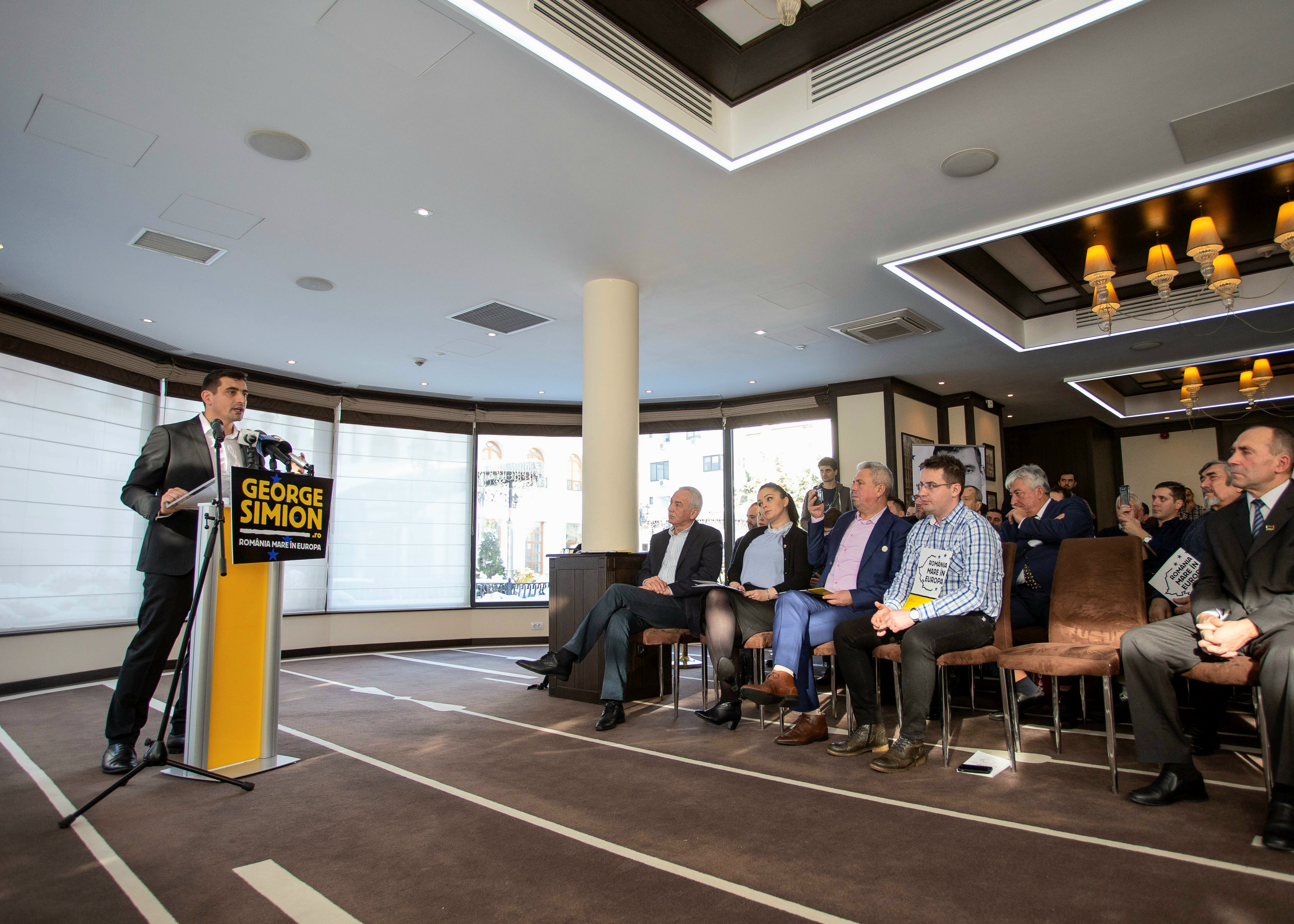
Simion își anunță candidatura pentru alegerile parlamentare UE din 12 ianuarie 2019

Simion și-a început cariera politică la 12 ianuarie 2019, când și-a anunțat candidatura ca independent la alegerile pentru Parlamentul European în 2019. În Cum i-am cunoscut, volum publicat în aceeași lună, el a reflectat asupra deciziei sale de a intra în politică, menționând reacția pe care a avut-o Guvernul român la incendiul din clubul Colectiv din 2015 ca fiind un moment extrem de important în acest sens:
„În mișcarea civică nu aș mai fi putut să îmi aduc contribuția, pentru că făcusem deja tot ce era omenește posibil și chiar mai mult de atât, pentru a reuși. În doisprezece ani de activism, m-am săturat ca eforturile nu doar să nu fie concretizate, ba chiar să fie blocate de către factorii decidenți. Chiar nu mai puteam, pentru că răbdarea îmi ajunsese la final”
În ceea ce privește decizia de a candida ca independent, Simion și-a exprimat scepticismul față de partidele politice vechi, considerând că alegerile pentru Parlamentul European erau singurele în care un independent avea șanse reale de a obține un mandat, în condițiile unui prag electoral mai scăzut. Fiind deja cunoscut ca militant pentru reunificarea Moldovei cu România, Simion și-a propus ca obiectiv principal transformarea acestui proiect într-unul european. Sloganul său de campanie a fost „România Mare în Europa”, referindu-se la granițele Regatului României din perioada interbelică, așa cum au fost consfințite după Marea Unire din 1918.
De asemenea, el a promovat un mesaj „anti-partide”, susținând că doar un candidat independent, și nu diferitele interese partizane, ar putea reprezenta cu adevărat interesele românilor. Simion a declarat că va lupta pentru drepturile minorităților românești, precum cele din Serbia sau Ucraina, precum și pentru protejarea drepturilor românilor care lucrează în alte state-membre Uniunea Europeană, inclusiv în județele Harghita și Covasna, De asemenea, și-a exprimat intenția de a combate defrișările ilegale și de a demara construcția de autostrăzi care să conecteze mai bine România și Republica Moldova.
Simion a mai promis că va aduce cel puțin un copil din fiecare localitate din România la Bruxelles, pentru a-i învăța despre funcționarea UE, și că va dona trei sferturi din salariul său de europarlamentar pentru proiecte privind România sau Republica Moldova.[40] La alegerile din 26 mai 2019, Simion a obținut 117.141 de voturi, echivalentul a 1,3% din totalul voturilor exprimate, nereușind astfel să obțină un mandat de europarlamentar. Candidatul se bazează și pe votul românilor din Republica Moldova, unde este susținut de unele organizații și partide, subliniind că va lupta împotriva „clasei politice de la Chișinău și a regimului lui Plahotniuc”.

### AUR și deputat
Simion a fost ales deputat în Parlamentul României în urma alegerilor parlamentare din 6 decembrie 2020, în care AUR a obținut aproximativ 9% din voturi. Acest rezultat surprinzător a propulsat partidul său în atenția publicului și l-a stabilit ca o nouă forță în peisajul politic românesc.

În contextul pandemiei de COVID-19, AUR s-au poziționat împotriva restricțiilor impuse de autorități, organizând proteste împotriva măsurilor de carantină și vaccinare obligatorie. Simion s-a opus certificatelor verzi necesare pentru accesul în spații publice, organizând proteste și atrăgând atenția asupra măsurilor pe care le considera restrictive și contrare drepturilor individuale. A fost reprezentat de protestul din 2 octombrie 2021, care a început de la Piața Victoriei și a urmat traseul către Palatul Cotroceni. În august 2023, Simion a declarat că nu este anti-vaccin și și-ar vaccina copiii.

Simion cu Karol Nawrocki și Mateusz Morawiecki la Bruxelles pe 20 martie 2025

Pe 20 ianuarie 2021, Simion s-a întâlnit la Varșovia cu Janusz Kowalski, secretar de stat în Ministerul polonez al Activelor Statului, și cu Radosław Fogiel, consilier al liderului partidului Lege și Justiție, Jarosław Kaczyński. Au discutat despre situația companiilor strategice de stat și despre un proiect de lege împotriva cenzurii pe internet. Simion i-a oferit lui Fogiel o hartă a României Mari. Pe 21 ianuarie, co-președintele AUR s-a întâlnit la Bruxelles cu europarlamentari conservatori, discutând despre pachetul european de mobilitate, Pactul Ecologic European, implementarea unui „pașaport de vaccinare” și cenzura Big Tech. În urma întâlnirilor, pe 22 ianuarie, Simion a anunțat că AUR se va afilia la „familia politică europeană a conservatorilor și reformiștilor”.
În timpul unei moțiuni în februarie 2022 împotriva ministrului Energiei, Virgil Popescu, Simion s-a urcat la tribuna parlamentului și l-a bruscat pe acesta, cei doi adresându-și apoi injurii. Mai târziu, pe numele lui Simion a fost deschis dosar penal pentru incident.
La 27 martie 2022, la Palatul Parlamentului a avut loc primul congres al AUR. Simion a candidat pentru a fi votat în funcția de președinte al partidului, singurul său adversar fiind deputatul AUR de atunci în județul Constanța Dănuț Aelenei. Aelenei a declarat că s-a nominalizat doar pentru a arăta că AUR este un partid democratic. Simion a obținut 784 de voturi în timp ce Aelenei a primit 38, ceea ce a făcut ca Simion să devină singurul președinte al partidului, împărțind anterior această poziție cu Târziu. În martie 2025, Târziu a susținut că Simion, cu Bogdan Velcescu ca interpus, i-a cerut să demisioneze din conducerea AUR, părăsind partidul în luna următoare. Târziu a afirmat că, începând de la începutul anului 2024, Simion a înlocuit AUR în ceea ce el a numit „Partidul George Simion”, culminând cu un regim dictatorial care a prioritizat loialitatea în detrimentul strategiei sau principiilor.
La 2 iulie 2023, Simion dă startul proiectului umanitar Caravana Medicală AUR, care constă în cabinete medicale mobile cu servicii gratuite în domeniile medicină generală, oftalmologie, ecografie, EKG, stomatologie și analize de sânge. În decursul a 10 luni, caravana a staționat în 114 localități din 38 de județe, pentru a oferi peste 50.000 de consultații celor 21.000 de pacienți.
La finalul anului 2023, Simion a participat, alături de prim-ministrul Italiei, Georgia Meloni, la evenimentul organizat de partidul Fratelli d’Italia, unde a fost protagonistul unui discurs remarcant în cadrul unei dezbateri la care au fost prezenți importanți lideri politici ai sferei conservatoare din grupul ECR. Tot în acea perioadă, Simion a avut o audiență privată cu Papa Francisc, șeful Bisericii Catoice din 2013 până în 2025.
În aprilie 2024, Simion a găzduit, la Palatul Parlamentului, un eveniment de amploare din spațiul politic conservator, care a reunit peste 600 de conservatori, lideri politici și lideri de opinie din 30 de țări. Potrivit organizatorilor, acesta a fost cea mai mare conferință conservatoare organizată în România.

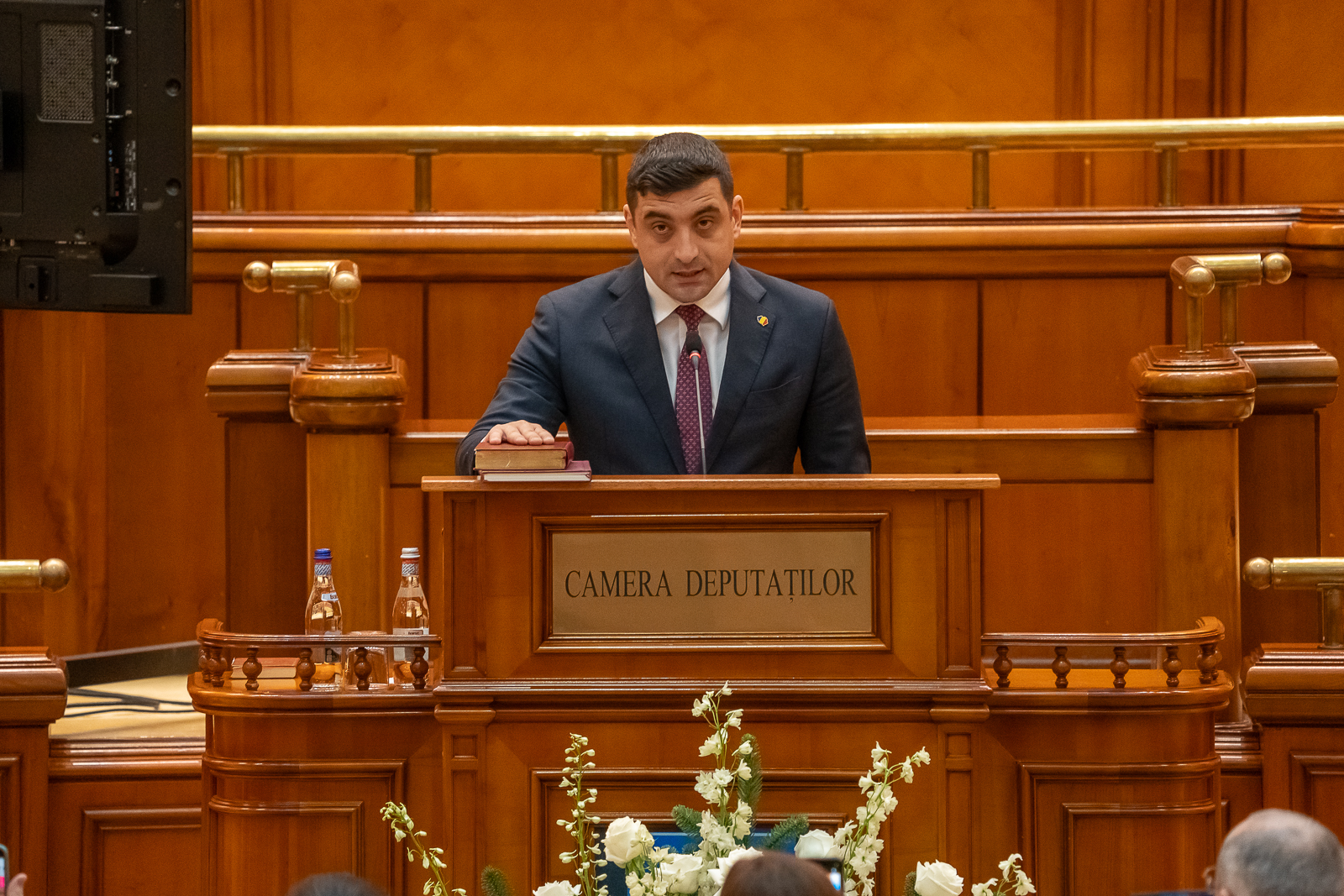
Simion depunând jurământul, 21 decembrie 2024

În august 2024, Simion a participat ca orator la conferința conservatoare Conservative Political Action Conference (CPAC), organizată în Mexic, alături de importanți lideri politici și personalități ale lumii, precum Robert Malone, Matt Schlapp și Eduardo Verástegui. În Parlamentul României, Simion este vicepreședintele comisiei pentru politică economică, reformă și privatizare și al comisiei parlamentare de anchetă privind achizițiile publice efectuate în sectorul sanitar în timpul stărilor de urgență și de alertă pe teritoriul României. De asemenea, este președintele grupului parlamentar de prietenie cu Republica Polonă și membru al delegației Parlamentului României la Adunarea Parlamentară a OSCE. În cadrul activității parlamentare aferente legislaturii 2020-2024, Simion a inițiat 211 propuneri legislative, dintre care 7 au fost promulgate ca legi.

## Alegerile prezidențiale din 2024 și 2025

### 2024
La scurt timp după alegerile din 9 iunie 2024, Simion și-a lansat oficial candidatura pentru alegerile prezidențiale de la finalul anului, prezentând 200 de măsuri pe care își propune să le implementeze cu ajutorul unei majorități în Parlament și a propriului Guvern. Printre acestea, se numără construcția în România a 1 milion de apartamente, la prețuri pornind de la 35.000 de euro, echivalente costurilor de producție. În mai 2025 avea să respingă faptul că ar fi promis că va da el însuși casele, spunând că de fapt a fost doar „o formă de marketing” și că în realitate era vorba doar despre un program ANL al statului român.
În septembrie 2024, Simion a instalat Caravana Medicală AUR în județul Galați, unde, în urma inundațiilor care au afectat sute de familii, a mobilizat resurse și voluntari pentru oferirea de ajutor sinistraților din localitatea Pechea. Simion a anunțat suspendarea campaniei electorale și mobilizarea membrilor AUR pentru ajutorarea persoanelor afectate de inundații, asigurând curățarea străzilor și construcția de case. Reparația drumurilor fără obținerea în prealabil a autorizațiilor a dus la deschiderea unui dosar penal. Casele au fost construite cu bani de la omul de afaceri român Gigi Becali.
Simion a candidat la alegerile prezidențiale din România din 2024, clasându-se pe locul al patrulea în primul tur, desfășurat pe 24 noiembrie, cu 13,9%, în urma candidatului independent Călin Georgescu, a candidatei USR Elena Lasconi și a premierului social-democrat Marcel Ciolacu. Georgescu, pe care Simion îl susținuse anterior pentru funcția de prim-ministru în anii 2020 și 2021, a obținut o victorie surprinzătoare în primul tur, cu 22,9% din voturi, în fața Lasconi. Călin Georgescu este o figură controversată, datorită sprijinului primit din partea publicației Sputnik și a Federației „Societatea Civilă Românească”, care i-a transmis susținerea printr-un comunicat de presă, organizație care a felicitat Rusia pentru anexarea Crimeei. Simion și-a anunțat sprijinul pentru Georgescu în turul al doilea pe 8 decembrie. Cu toate acestea, cu două zile înainte, Curtea Constituțională a României a anulat rezultatul alegerilor, invocând acuzații de amestec rusesc. Simion a criticat decizia, calificând-o drept o lovitură de stat orchestrată de elita politică românească.

### 2025

Simion cu Călin Georgescu și Anamaria Gavrilă, 1 martie 2025

Pentru alegerile din 2025, Simion a fost un susținător cheie al lui Georgescu, alături de liderul Partidul Oamenilor Tineri (POT) și fostul deputat AUR, Anamaria Gavrilă, declarând că nu va candida dacă lui Georgescu i se va permite să facă acest lucru. Pe 7 martie 2025, Georgescu și-a depus candidatura la alegeri, însă Biroul Electoral Central (BEC) a respins-o la două zile după. În urma unui recurs, o decizie finală de descalificare a lui Georgescu din alegeri a fost pronunțată pe 11 martie. La momentul descalificării, Georgescu conducea sondajele de opinie.
După ce a anunțat că va face acest lucru cu două zile înainte, Simion a ajuns la Biroul Electoral Central (CEB) pe 14 martie 2025, însoțit de fostul prim-ministru polonez Mateusz Morawiecki, pentru a-și depune candidatura la președinție, după ce a strâns 604.000 de semnături, peste cerința minimă de 200.000. CEB i-a aprobat candidatura în ziua următoare, care era și termenul limită pentru înscrierea candidaților, Simion afirmând „Am trecut de BEC, acum să vedem dacă trecem de CCR și revenim la democrație”. În timpul campaniei, Simion a declarat în repetate rânduri că, cel mai probabil, îl va numi pe Georgescu prim-ministru dacă va fi ales președinte. În timpul campaniei, partidul a acordat prioritate și segmentelor de alegători în care a avut rezultate mai slabe în scrutinul precedent: femei, studenți, pensionari și locuitorii din marile orașe.

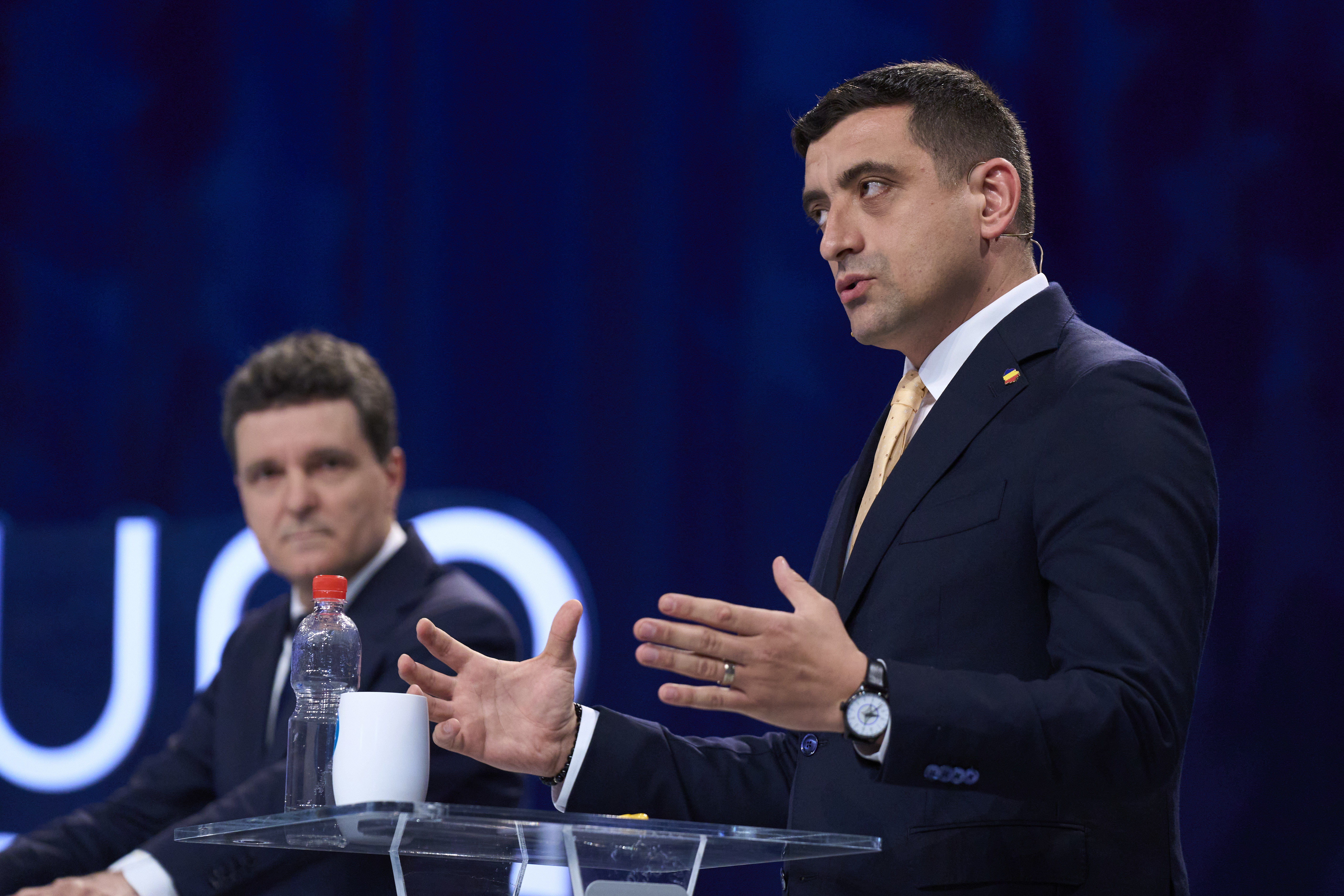
Simion cu Nicușor Dan în cadrul unei dezbateri Euronews, 8 mai 2025

Candidatura lui Simion pentru alegerile prezidențiale din luna mai a fost validată de Biroul Electoral Central pe 15 martie 2025. și de Curtea Constituțională a României pe 16 martie 2025. Confirmarea finală că Simion va putea candida a fost oferită pe 19 martie, când Curtea Constituțională a respins toate contestațiile împotriva candidaturii sale, precum și pe cele împotriva lui Gavrilă. În aceeași zi, Gavrilă și-a retras candidatura, susținându-l pe Simion. Lista finală cu toți cei 11 candidați a fost publicată în ziua următoare, Simion declarându-se „urmașul desemnat” al lui Georgescu. Pe 22 martie, o tragere la sorți l-a plasat pe Simion în fruntea listei de candidați de pe buletinul de vot. La o dezbatere prezidențială găzduită de Digi 24 pe 28 aprilie, Simion i-a oferit lui Lasconi un buchet de flori, a declarat că nu va participa la viitoarele dezbateri și a părăsit evenimentul după mai puțin de două minute. Potrivit unei analize JP Morgan, o victorie a lui Simion ar putea duce la reconfigurarea coaliției de guvernare și ar spori incertitudinea economică.
Simion a câștigat primul tur al alegerilor din 4 mai cu 41% din voturi, dar a fost învins de Nicușor Dan în turul al doilea, desfășurat pe 18 mai, obținând 46,4% față de 53,6% cât a obținut Dan. Deși inițial și-a recunoscut înfrângerea, Simion a depus ulterior o contestație la CCR, invocând ingerințe străine. Curtea a respins contestația și a validat alegerile pe 22 mai.

## După alegerile din 2025
Pe 1 iunie 2025, Simion l-a felicitat pe Karol Nawrocki pentru victoria sa la alegerile prezidențiale poloneze din 2025. În timpul campaniei, Simion a mers în Polonia de mai multe ori pentru a face campanie pentru Nawrocki. Simion a boicotat atât inaugurarea lui Dan pe 26 mai, cât și pe cea a lui Ilie Bolojan și a guvernului său pe 23 iunie. Pe 25 iulie 2025, el a cerut demisia lui Dragoș Anastasiu după ce numele vicepremierului a apărut într-un scandal legat de o presupusă mită oferită unui inspector ANAF pentru a ascunde nereguli în firma sa. Potrivit Rise Project în iulie 2025, Simion și Marius Lulea, au redirecționat milioane de lei primite de la stat către un om de afaceri din Republica Moldova, care este și membru de partid.

## Poziții politice

### Uniunea Europeană

Simion cu Bart De Wever, Giorgia Meloni și Petr Fiala la Bruxelles pe 20 martie 2025

Simion este considerat un eurosceptic (critic al integrării europene). Deși neagă că ar dori ieșirea din Uniunea Europeană, vede uniunea doar ca pe un spațiu economic comun, fiind de părere că celelalte partide „au cedat succesiv elemente de suveranitate națională”, însă nu a precizat care instituții europene sau atribuții ale acestora afectează suveranitatea țării. Simion se împotrivește aderării României la o „armată europeană”, considerând că este suficientă protecția oferită de NATO.

### Drepturile femeilor
Deși și-a declarat dorința ca femeile să fie majoritare în politică, Simion se opunea în 2023 introducerii cotelor de gen în politică, afirmând că meritul și pregătirea trebuie să primeze. Considera că în ultimii 30 de ani modelului femeii în politică a fost unul al femeii ușoare, al amantei și, mai nou, „modelul mahalagioaicei”. Simion găsea în 2024 legislația pentru avort ca fiind suficientă, însă nu aprecia dreptul la avort ca un drept fundamental al omului și implicit un drept constituțional. În opinia sa medicii care refuză să facă avorturi nu ar trebui obligați.

### Despre antisemitism, Israel și Holocaust
În august 2023, Simion s-a întâlnit cu ambasadorul Israelului în România, Reuven Azar, și cu politicianul israelian Yossi Dagan, membru al partidului Likud și lider al Consiliului Regional Shomron, pentru a-și exprima regretul față de rolul României în Holocaustul din timpul celui de-al Doilea Război Mondial, promițând să combată antisemitismul și susținând extinderea așezărilor israeliene din Cisiordania. El a subliniat ceea ce a numit „dreptul istoric al poporului evreu de a construi și a locui în comunități și orașe din Iudeea și Samaria, leagănul istoric al poporului evreu încă din timpurile biblice”.
În noiembrie 2024, agenția Reuters a relatat că Simion se opune educației despre Holocaust, conform comunicatului AUR din 2022.
În aprilie 2025 Simion a cerut retragerea ambasadorilor români în Israel și SUA pentru publicarea de către aceștia a unui editorial în care avertizau cu privire la glorificarea fasciștilor și negarea Holocaustului de către liderii AUR.

### Drepturile minorităților
Simion desemna UDMR în 2024 drept „o creatură hidoasă, șovină”, adăugând că AUR are membri etnici maghiari și „n-avem nevoie de formațiuni etnice într-o țară unitară, suverană și independentă.”

### Despre Rusia și Ucraina
În decembrie 2020 la Europa Liberă România, în timpul cancelarului Angela Merkel, Simion a avertizat asupra influențelor externe asupra României, în special din partea Rusiei, descriind „prietenia” ruso-germană drept un pericol pentru România. După invazia rusă în Ucraina, Simion l-a numit pe președintele rus Vladimir Putin „criminal de război” și a declarat că sancțiunile internaționale împotriva Rusiei „nu erau suficiente”. În noiembrie 2024, după alegerea lui Donald Trump ca președinte al SUA, Simion și-a exprimat opoziția față de acordarea unui ajutor militar suplimentar Ucrainei, aliniindu-se pozițiilor lui Trump și pledând pentru o soluționare a războiului ruso-ucrainean prin negociere, care escaladase după invazia Rusiei din februarie 2022. În martie 2025, Simion a declarat pentru Financial Times:
„Rusia lui Putin a fost și rămâne una dintre cele mai mari amenințări pentru statele europene, în special pentru noi, pentru statele baltice și pentru Polonia. Avem nevoie de unitate, dar nu doar în Europa, ci și între Europa și Statele Unite – avem nevoie de aceeași abordare”—George Simion, 17 martie 2025
În mai 2025 avea să-și adapteze din nou discursul, împotrivindu-se cedării de teritorii de către Ucraina.
La 18 noiembrie 2024, Serviciul de Securitate al Ucrainei i-a interzis lui Simion accesul în țară timp de trei ani pentru „activități sistematice anti-ucrainene”. Simion a respins aceste acuzații, afirmând că interdicția s-a datorat „activităților sale pro-românești” și apărării drepturilor minorității românești din Ucraina.

### Despre Ungaria
Simion, împreună cu doi colegi de campanie, au ajuns la cimitir în scopul declarat de a se documenta și filma ce se întâmplă.
În timpul campaniei pentru alegerile prezidențiale, în ciuda declarațiilor sale anterioare considerate anti-maghiare, Simion a dat un ton conciliant față de toți maghiarii. El a numit UDMR un partener politic serios și a declarat că ar dori să urmeze pașii lui Viktor Orbán în multe privințe.

### Unificarea României cu Republica Moldova și relația între cele două țări
Potrivit site-ului partidului, obiectivul fundamental al AUR este unificarea tuturor românilor „oriunde s-ar afla, fie la București, Iași, Timișoara, Cernăuți, Timoc, Italia sau Spania”. Partidul afirmă că are patru piloni: familia, națiunea, credința creștină și libertatea. AUR susține unificarea Republicii Moldova cu România și a fost acuzat că promovează ultranaționalismul, că ar fi de extremă dreaptă, opus căsătoriilor între persoane de același sex și maghiarofob. În martie 2025, Simion a admis că reunificarea României cu Moldova reprezintă obiectivul pe termen lung al partidului său, însă a subliniat că aceasta ar putea fi realizată doar în cadrul unor acorduri internaționale și dacă ambele populații vor vota favorabil în referendumuri. Moldova a devenit parte a statului modern român în 1918, dar a fost anexată de Uniunea Sovietică în 1940. În cartea sa din 2017, Blocați în labirint, Simion descrie reunificarea României cu Moldova drept un „imperativ istoric”, considerând diviziunea dintre cele două state ca servind mai degrabă interese geopolitice externe decât interesele naționale românești. Comentând declarații de unire din 2018, Simion s-a declarat mulțumit de amploarea acestora și de entuziasmul general al multor primari moldoveni care „continuă să-și manifeste mândria că fac parte din națiunea română”.
Simion considera în 2022 însă că Republica Moldova este un „stat artificial”, împotrivindu-se finanțării guvernului de la Chișinău, explicând că se finanțează un „separatism antiromânesc”. Anterior, în 2020, dorea condiționarea sprijinului financiar al Republicii Moldova de primirea unor pachete de acțiuni în firmele de stat ale acestei țări.

### Despre mișcarea MAGA și relații cu alți conservatori

Simion cu Donald Trump Jr. și Marion Maréchal, 2025

Simion a participat la evenimente organizate cu ocazia inaugurării lui Donald Trump pe 20 ianuarie 2025 la Washington, D.C. În februarie același an, Simion a luat parte la Conservative Political Action Conference (CPAC) în Maryland, unde s-a întâlnit cu personalități conservatoare internaționale precum Steve Bannon, Richard Grenell, Eduardo Bolsonaro și Nigel Farage. Într-un interviu acordat Politico în aprilie 2025, Simion a declarat: „Suntem aliații naturali ai Partidului Republican și suntem aproape perfect aliniați ideologic cu mișcarea MAGA”.

### Călin Georgescu
În februarie 2022, în urma unor declarații controversate ale lui Călin Georgescu legate de Corneliu Zelea Codreanu și Ion Antonescu, Simion se dezice de părerile lui Georgescu și își schimbă părerea privind propria sa propunere ca Georgescu să fie președinte de onoare al AUR.

### Alte opinii
În 2023 dorea un referendum pentru introducerea în Constituție a plăților în numerar și un nou referendum pentru familia tradițională.
Deși nu se numea un antivaccinist, în 2021 s-a poziționat împotriva vaccinului pentru a combate coronavirusul. Considera că „de boală am văzut că te protejează mai mult anticorpii naturali, dacă treci prin boală”. Simion a criticat măsurile anti-coronavirus, considerându-le „absurde”.
Simion se opunea introducerii educației sexuale în școli, numind intenția în 2021 drept „planul global al ONG-urilor stângii radicale și al OMS-ului”. În 2024 își moderează discursul, însă va adăuga că este împotriva inventării de noi materii.

## Controverse

### Comemorările Revoluției Române din 1989 la Timișoara
Simion împreună cu reprezentanții partidului AUR au participat la comemorarea a 31 de ani de la începerea Revoluției la Timișoara, în Piața Victoriei și la Catedrala Mitropolitană, loc unde acesta a fost huiduit de către Societatea Timișoara, care a transmis un protest față de venirea lui Simion, considerându-l „șeful unui partid ultranaționalist, în care se regăsesc și doi ofițeri implicați în reprimarea Revoluției”, făcându-se referire la parlamentarii AUR Nicolae Roman și Francisc Tobă. Roman este legat de episodul încercărilor de înăbușire a Revoluției din 1989 de la Timișoara, iar Tobă în dosarul legat de represiunea care a avut loc în Sibiu, în decembrie 1989.

### Acuzații de implicare în activități cu agenți ai serviciilor secrete străine
Simion a fost subiectul unor acuzații privind întâlniri și relații cu agenți ai serviciilor secrete străine. Un agent al serviciilor secrete ucrainene a afirmat că Simion s-a întâlnit cu un agent al FSB la Cernăuți în 2011.
Informația inițială a provenit de la fostul ministru al apărării din Republica Moldova, Anatol Șalaru.
Conform informațiilor dezvăluite de Anatol Șalaru într-un interviu, Simion ar fi avut cel puțin o întâlnire cu un agent FSB la Cernăuți în timpul președinției lui Ianukovici. În acest context, Skipalsky a declarat că un ofițer SBU care a lucrat la Cernăuți în acea perioadă ar fi confirmat existența unei astfel de întâlniri. Simion ar fi interzis pe teritoriul Ucrainei până în 2024, potrivit unei surse din cadrul serviciului de securitate ucrainean. Această interdicție este valabilă până în martie 2024, dar nu se specifică dacă poate fi prelungită sau nu.
Fostul ministru al Apărării Anatol Șalaru a explicat că Simion era considerat un unionist din România și că a fost surprins atunci când acesta a fost expulzat din Republica Moldova. Șalaru a menționat că a avut o întâlnire cu directorul SIS (Serviciul de Informații și Securitate) din Moldova pentru a clarifica motivele expulzării și a aflat că Simion era monitorizat de serviciile din Moldova și Ucraina. Acesta a menționat că Simion s-a întâlnit cu rezidentul FSB la Cernăuți și că ar avea întâlniri frecvente cu Mark Tkaciuk, un cunoscut om al serviciilor rusești. Pe de altă parte, fostul director adjunct al SIS din Moldova i-a luat apărarea lui Simion, menționând că SIS nu a primit astfel de informații de la serviciul ucrainean și susținând că toate acuzațiile făcute publice de Șalaru sunt „invenții” și „prostii” și că îi pare foarte rău că „ipocrizia domnului Șalaru a ajuns până aici”.
Conform comunicatului emis de AUR, aceste informații lansate de un ofițer de informații din Kiev fac parte dintr-o operațiune de compromitere a președintelui AUR, Simion, în calitatea sa de lider marcant al mișcării unioniste din România. Reprezentanții AUR consideră că „dezvăluirile” apărute la 11 ani de la presupusa întâlnire conspirativă lasă publicul perplex și că există numeroase întrebări nerezolvate în privința acestui caz. Ei subliniază că această situație pare să facă parte dintr-o propagandă menită să atace reperele identitare ale românilor, iar acuzația de colaborare cu serviciile secrete rusești este văzută drept o continuare a acestei propagande. Cu toate acestea, Simion pierde în primă instanță procesul de defăimare pe această speță cu Anatol Șalaru. Simion a pierdut din nou în iulie 2025, dar a făcut apel împotriva verdictului. Instanța a considerat că afirmațiile lui Șalaru au fost făcute în context politic și se bazau pe informații de interes public deja vehiculate în spațiul public.

### Alte controverse
În 2023, după ce senatoarea Diana Șoșoacă i-ar fi rupt o pancartă, Simion îi adresează o replică devenită foarte cunoscută: „Te agresez sexual, scroafo!”

## Viața personală

Simion și soția sa, Ilinca, aprinzând o lumânare în Biserica Sfântului Mormânt din Ierusalim

Începând cu anul 2025, Simion locuia într-o garsonieră de 52 de metri pătrați în București, declarând că donează 90% din salariul său de parlamentar către cauze civice legate de România sau de români. La 27 august 2022, s-a căsătorit cu Ilinca Munteanu, în vârstă de 24 de ani, în cadrul unei ceremonii ortodoxe publice desfășurate în București. La 24 aprilie 2024, Ilinca a adus pe lume primul copil al cuplului, un băiat pe nume Radu, care a fost botezat la Gura Humorului pe 5 iulie, urmat de o petrecere privată cu aproximativ 1.000 de invitați în ziua următoare. În declarația de avere depusă pentru alegerile prezidențiale din 2025, Simion s-a situat printre candidații cu cele mai puține bunuri personale.

## Lucrări publicate
În 2017, Simion publică volumul Blocați în labirint, o radiografie a parcursului Republicii Moldova, de la apariția sa ca stat și până în ziua de azi, bazată pe observațiile directe ale autorului. Cartea relevă principalele mituri fondatoare pentru statul dintre Prut și Nistru și prezintă motivele pentru care acesta este ultimul stat din Europa. Cartea a fost urmată pe data de 15 octombrie 2019, de o a doua carte, Cum i-am cunoscut pe Klaus Iohannis, Dan Barna, Traian Băsescu și Ion Iliescu.